# Batalla de Marib
La Batalla de Marib es una batalla en curso que estalló desde febrero de 2021 tras el avance de los hutíes hacia la ciudad de Marib, la capital de la Gobernación de Marib en Yemen controlada por las fuerzas leales al gobierno de Abd Rabbuh Mansur al-Hadi.

## Cronología

### Febrero 2021
El 22 de febrero, el centro de medios de comunicación del Ejército Yemení (pro-Hadi) afirmó que 70 houthis habían muerto y otros habían sido heridos o capturados en la periferia occidental de la ciudad de Marib. Funcionarios militares del gobierno de Hadi informaron de que habían muerto "cientos" de personas desde el comienzo de la ofensiva houthi, y que la mayoría de los muertos eran combatientes y no civiles. Un oficial militar describió la situación en Marib como un "baño de sangre". Las defensas leales en Sirwah se derrumbaron, y los Houthis avanzaron hasta 20 kilómetros de la ciudad de Marib.
El 23 de febrero, fuentes locales yemeníes cercanas a los Houthis afirmaron que la ciudad de Marib estaba siendo cercada por tres direcciones. Ese mismo día, fuentes progubernamentales informaron de que el general Nasir al-Barhati había muerto en un ataque aéreo en el campamento de al-Meel junto con diez de sus guardaespaldas. Cuatro días después, se informó de que el comandante de las fuerzas especiales, el teniente general Abd al-Ghani Shaalan, había muerto mientras luchaba contra los houthis en Serwah, cerca de Marib; el Ministerio de Defensa del Gobierno de Hadi llevó a cabo una investigación sobre su muerte. El 27 de febrero, se informó de que el coronel Nofal al-Hawri también había muerto mientras luchaba contra los hutíes.

### Marzo 2021
El 2 de marzo, fuentes locales yemeníes cercanas a los hutíes informaron de intensos combates en las afueras del noroeste de la ciudad de Marib, en los que las fuerzas hutíes avanzaban hacia la zona del campamento de Sahn al-Jan, que domina la ciudad de Marib.
El 3 de marzo, el viceministro de Asuntos Exteriores (pro-hutí) informó de que los houthis habían tomado el control de 10 de los 14 distritos de Marib. El ministro de Asuntos Exteriores del gobierno de Hadi afirmó que los houthis habían lanzado más de 15 misiles balísticos hacia Marib durante la semana anterior. Al parecer, las fuerzas houthis estaban trabajando para rodear todos los distritos de la ciudad.
El 4 de marzo, el ejército yemení progubernamental reinició una ofensiva contra los combatientes Houthi en Taiz, posiblemente para aliviar la presión de las fuerzas progubernamentales en Marib, así como para desviar la mano de obra de los Houthi a otros frentes en otras partes de Yemen.
El 8 de marzo, el Ejército Yemení (pro-hutí) abrió una brecha en las puertas del norte de la ciudad de Marib tras intensos combates con las fuerzas lideradas por Arabia Saudí. los días siguientes, hasta el 16 de marzo, continuaron los enfrentamientos en las afueras del norte y el oeste de Marib entre las fuerzas Houthi y la coalición dirigida por Arabia Saudí al este de Sirwah, Medghal y la presa de Marib.
El 21 de marzo, los medios de comunicación saudíes informaron de que la Real Fuerza Aérea de Arabia Saudí logró detener una ofensiva de infantería y tanques houthi en Al-Ksarah con ataques aéreos y les infligió pérdidas.
El 22 de marzo, Arabia Saudí ofreció al gobierno Houthi un plan de alto el fuego a nivel nacional. Los Houthis rechazaron la oferta, alegando que no abordaba su deseo de levantar el asedio al país.
El 23 de marzo, las fuerzas Houthi derribaron un avión no tripulado CH-4 de Arabia Saudí sobre Marib, mostrando imágenes del derribo.
El 27 de marzo se informó de que el general de división Amin Al-Waeli había muerto al noroeste de Marib mientras luchaba contra las fuerzas hutíes. Al-Waeli era el jefe de la Sexta Región Militar de las fuerzas gubernamentales dirigidas por Hadi.
El 31 de marzo se informó de la muerte del general de brigada Saleh Ladhimd al-Obab cerca del noroeste de Marib mientras luchaba contra los houthis. Algunas fuentes afirman que cayó en una emboscada entre sus guardaespaldas, mientras que otras informan de que murió por un ataque de mortero. Durante el mismo día, se informó de que las fuerzas Houthi habían capturado las zonas de Hamat al-Hamra, Hamat al-Dhiyab, Dash al-Haqan e Idat al-Raa, acercándose así a Marib desde el oeste.

### Abril 2021
El 1 de abril, la coalición liderada por Arabia Saudí afirmó haber destruido un misil balístico que los Houthis habían preparado para atacar la ciudad de Marib.
El 18 de abril, los medios de comunicación yemeníes cercanos a los Houthis afirmaron que el líder de Al Qaeda en Yemen, Salem Saleh Balqfal, había muerto durante los combates en el norte de la ciudad de Marib, mientras dirigía un ataque contra Al Mashjaha junto con otros combatientes extranjeros.
El 19 de abril, durante los combates entre las fuerzas pro-Hadi y las fuerzas Houthi, murió Abo Khaled Al-Sufyani, comandante Houthi del frente de Al-Kasarah. Al-Sufyani era el tercer comandante del frente de Al-Kasarah que moría desde el comienzo de la batalla de Marib. Ese mismo día, numerosas facciones tribales de la gobernación de Marib atacaron a las fuerzas pro-Hadi en un intento de liberar a las personas encarceladas por ellas. Esto provocó múltiples bajas en ambos bandos, así como el bombardeo de las facciones tribales por parte de la coalición.
El 20 de abril, los medios de comunicación yemeníes cercanos a los leales a Hadi afirmaron que un asesor de Hezbolá llamado Abdullah Aun Tbekh había muerto mientras combatía con las fuerzas de Hadi al oeste de Marib.
El 22 de abril, el comandante Houthi Mohammed Al-Radhi Gharbi murió durante los enfrentamientos entre las fuerzas Houthi y el gobierno.

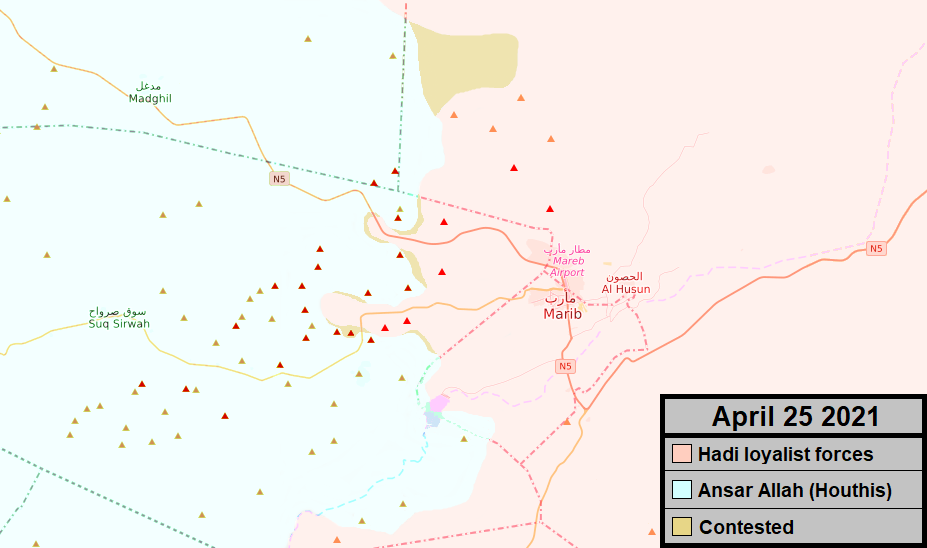
Situación militar en Marib y las afueras, 25 de abril de 2021

El 23 de abril, los medios de comunicación regionales yemeníes cercanos a los leales a Hadi afirmaron que las fuerzas del gobierno de Hadi capturaron partes del distrito de Rahbah con la ayuda de milicias tribales y el apoyo aéreo de la coalición dirigida por Arabia Saudí.
El 24 de abril, funcionarios del gobierno de Hadi informaron de que un total de 2.000 combatientes y líderes Houthi habían muerto desde el comienzo de la ofensiva hace dos meses, así como 1.800 soldados del gobierno de Hadi, comandantes militares y combatientes tribales aliados.
El 27 de abril, funcionarios del gobierno de Hadi informaron de que habían logrado frustrar un ataque "masivo" de los hutíes en Marib. Sin embargo, afirmaron que los houthis habían avanzado en cuatro zonas del frente de Mashjah.
El 28 de abril, funcionarios del gobierno de Hadi dijeron que sus fuerzas recapturaron posiciones que habían sido tomadas por los Houthis días antes, en Al-Mashjah, en el distrito de Sirwah.
El 29 de abril, un oficial de alto rango de las fuerzas del gobierno de Hadi murió en enfrentamientos con los rebeldes Houthi. El Ministerio de Defensa y el Estado Mayor de Yemen informaron en un comunicado de la muerte del general de brigada Abdul Ghani Mohammad Salman.

### Mayo, 2021
El 5 de mayo, el primer ministro del gobierno reconocido internacionalmente, Maeen Abdulmalik Saeed, visitó la ciudad de Marib cuando la ofensiva de los houthis para hacerse con la gobernación parecía tambalearse.
El 25 de mayo, los medios de comunicación saudíes y yemeníes cercanos al gobierno de Hadi informaron de la muerte de un experto de Hezbolá llamado Mustafa Al-Gharawi al noroeste de Marib en un ataque aéreo de la coalición dirigida por Arabia Saudí. El ministro de Información del gobierno yemení reconocido internacionamente, Muammar Al-Eryni, dijo que la muerte de Al-Gharawi en la línea del frente de Marib mostraba la "magnitud de la participación de Irán en la guerra de Yemen".

### Junio 2021
El 5 de junio, 17 personas mueren y otras 5 resultan heridas durante un ataque con cohetes cerca de una gasolinera en la ciudad de Marib. El gobierno culpa a los Houthis, que a su vez afirman que sólo atacaron un campamento militar y que agradecerían una investigación independiente del ataque.
El 21 de junio, las fuerzas Houthi anunciaron el derribo de dos drones ScanEagle en Marib, mostrando la película de derribo de uno de ellos y los restos de ambos.

### Julio 2021
El 14 de julio, las fuerzas progubernamentales, con el apoyo aéreo de la Real Fuerza Aérea Saudí, capturaron el distrito de Rahabah y algunas partes del distrito de Jabal Murad. Una fuente cercana a las fuerzas leales a Hadi dijo a Al Jazeera que algunos combatientes Houthi se habían rendido a las fuerzas gubernamentales.

### Septiembre 2021
El 2 de septiembre se informó de la muerte por heridas del general de división Nasser al-Thibani, comandante de la coalición dirigida por Arabia Saudí, jefe de las operaciones de guerra en Marib.
El 8 de septiembre, los Houthis reconquistaron el distrito de Rahabah, tras intensos combates.
El 25 de septiembre, los medios de comunicación cercanos a los Houthis dijeron que se estaban produciendo combates en el distrito de Marib Abdiyah y que las fuerzas dirigidas por Hadi de la 159ª Brigada estaban rodeadas por combatientes Houthis, dentro de la zona de Bani Abd del mismo distrito.

### Octubre 2021
El 4 de octubre, Reuters informó de que dos niños murieron y otros 33 civiles resultaron heridos en ataques con misiles de los Houthi contra el centro de la ciudad de Marib.
El 6 de octubre, las fuerzas hutíes derribaron otro avión no tripulado CH-4 operado por Arabia Saudí en el distrito de Jubah, en Marib.
El 13 de octubre, las fuerzas Houthi capturaron Waset, el antiguo centro del distrito estratégico de Jubah en Marib, junto con las aldeas de al-Qahir, al-Rawda y al-Khuweir. El gobierno dirigido por Hadi advirtió de una inminente "catástrofe humanitaria".
El 17 de octubre, las fuerzas Houthi capturaron los distritos de Abdiya y Harib en Marib y los distritos de Usaylan, Bayhan y Ain en la gobernación de Shabwah.
El 31 de octubre, los medios de comunicación cercanos a los Houthis informaron de avances al norte de Al-Jubah, con las fuerzas Houthi acercándose a la ciudad de Marib desde el sur a 28 km.

### Noviembre 2021
El 2 de noviembre, los partidos políticos de Marib condenaron al gobierno dirigido por Hadi y a la coalición liderada por Arabia Saudí por el fracaso en la gestión de la defensa de Marib. El fracaso a nivel político, militar y económico se puso de manifiesto en una declaración a los medios de comunicación tras una reunión de emergencia celebrada el día anterior.
El 9 de noviembre, los medios de comunicación hutíes informaron de la interceptación y el derribo de un avión no tripulado ScanEagle de fabricación estadounidense en el distrito de Al Jubah, en Marib. Más tarde mostraron imágenes de los restos del dron un día después.
El 10 de noviembre, los medios de comunicación huzíes afirmaron que sus fuerzas habían lanzado siete misiles balísticos, tres en la región saudí de Asir, que apuntaban a la base del primer regimiento de la KSA en Dhahran, dos a una base de las fuerzas de Tariq Saleh en Mocha y tres a Marib. Dos sobre las montañas de Balaq al-Awsat y otro en una base militar en Marib. El ataque coincidió con la visita del enviado de la ONU a Yemen a la ciudad portuaria de Mocha.
El 18 de noviembre, la Agence France-Presse informó de que casi 14.700 rebeldes Houthi habían muerto en los combates cerca de Marib desde mediados de junio, según dos funcionarios Houthi.
El 20 de noviembre se produjeron enfrentamientos en el frente de Sarwah, en Marib; los enfrentamientos se saldaron con la muerte del comandante Salah al Maliky, de la "117ª Brigada", mientras las fuerzas Houthi intentaban atacar Marib desde el lado occidental.

### Diciembre 2021
El 3 de diciembre, las fuerzas hutíes derribaron un ScanEagle de fabricación estadounidense en Marib. Posteriormente publicaron un vídeo de los restos del dron.
El 8 de diciembre, tras semanas de combate, los medios de comunicación cercanos a los Houthi afirmaron que las fuerzas Houthi se hicieron con el control de la mitad oriental de la cordillera de Al-Balaq Al-Sharqi. Además, con la ayuda de los asesores del CGRI, las fuerzas Houthi pudieron operar un helicóptero militar Mi-8/Mi-17 en el frente de Marib.
El 9 de diciembre, las fuerzas del gobierno de Hadi informaron de la muerte de un asesor militar de Hezbolá en Marib cuando las tropas del ejército yemení bombardearon posiciones de los Houthi al sur de la ciudad.
El 13 de diciembre, el general de división Nasser al-Dhaibani, que dirigía las operaciones militares de las Fuerzas Armadas del gobierno de Hadi, fue asesinado en el frente de la cordillera de Balaq, al sur de la ciudad de Marib.
El 28 de diciembre, los Houthis lanzaron varios ataques para intentar capturar la ciudad de Marib. Un jefe militar de las fuerzas del ejército del gobierno de Hadi dijo que estaban intentando cortar las líneas de suministro de los Houthi alrededor de Marib.

### Enero 2022
El 13 de enero, la coalición liderada por Arabia Saudí afirmó haber destruido un helicóptero perteneciente a los huzíes en la provincia de Marib. Se trataba de un helicóptero de ataque Mi-24/35 que, según los informes, operaba en las fuerzas hutíes en Marib.

## Importancia
Los observadores consideran que Marib es el último bastión de las fuerzas gubernamentales de Hadi en el norte de Yemen. Marib también acoge actualmente a cientos de miles de civiles desplazados por el conflicto. Marib es también el sitio de una codiciada refinería de petróleo; el Gobierno yemení (pro-Hadi) y los funcionarios saudíes advirtieron que si Marib fuera capturado por los hutíes, podría servir como plataforma de lanzamiento para continuar los ataques contra la infraestructura petrolera de Arabia Saudita y otros objetivos.
Associated Press informó sobre las implicaciones de la batalla para la política regional en el contexto de la crisis del Golfo Pérsico y el conflicto por poderes entre Irán y Arabia Saudí. Los expertos citados por AP consideraron el ataque de los houthis a la ciudad como una señal de la posible frustración iraní con el gobierno de Estados Unidos -los houthis tienen presuntos vínculos con el gobierno iraní- y su incapacidad para levantar rápidamente las sanciones cuando la administración de Biden intentaba reincorporarse al acuerdo nuclear de Irán. El gobierno saudí argumentó que el hecho de que Estados Unidos retirara a los Houthis de su lista de organizaciones terroristas extranjeras había envalentonado al grupo.